# Elaeagia auriculata
Elaeagia auriculata är en måreväxtart som beskrevs av William Botting Hemsley. Elaeagia auriculata ingår i släktet Elaeagia och familjen måreväxter. Inga underarter finns listade i Catalogue of Life.